# 北马里亚纳群岛联邦议会
北马里亚纳群岛联邦议会（英語：Northern Mariana Islands Commonwealth Legislature）是美国非合併屬地北马里亚纳群岛的立法机关，实行兩院制，由北馬里亞納群島參議院和北馬里亞納群島眾議院组成。每届参议院任期4年，众议院任期2年，都可以无限制连选连任。